# Diocèse de Bolzano-Bressanone
Ne doit pas être confondu avec Principauté épiscopale de Bressanone.
Le diocèse de Bolzano-Bressanone (en latin : dioecesis Bauzanensis-Brixinensis ; en italien : diocesi di Bolzano-Bressanone ; en allemand : diözese Bozen-Brixen ; en ladin : diozeja de Bulsan-Persenon) est un diocèse de l'Église catholique en Italie. Depuis 1927, il couvre la province autonome de Bolzano ou Haut-Adige. Il porte son nom actuel depuis 1964. Suffragant de l'archidiocèse de Trente , il relève de la région ecclésiastique des Trois-Vénéties. Depuis 2010, l'évêque diocésain est Ivo Muser.

## Abus sexuels
À la suite d'une enquête menée dans la région du Trentin-Haut-Adige demandée par le diocèse de Bolzano-Bressanone et présentée en janvier 2025 comme la première étude indépendante en Italie, 59 victimes sont dénombrées. Par ailleurs, 51 % des victimes sont de sexe féminin et 29 religieux sont concernés par 67 agressions sexuelles. Quelques jours après cette publication, l’évêque du diocèse, Ivo Muser, demande pardon et reconnait ses responsabilités dans la mauvaise gestion des prêtres concernés pendant son épiscopat,.

### Articles liés
- Liste des diocèses et archidiocèses d'Italie
- Église catholique en Italie